# Chortinaspis inyangae
Chortinaspis inyangae är en insektsart som beskrevs av Hall 1941. Chortinaspis inyangae ingår i släktet Chortinaspis och familjen pansarsköldlöss.
Artens utbredningsområde är Zimbabwe. Inga underarter finns listade i Catalogue of Life.